# Andy Roxburgh
Andrew Roxburgh, detto Andy (Glasgow, 1º agosto 1943), è un allenatore di calcio ed ex calciatore scozzese, di ruolo attaccante.

## Carriera

### Giocatore
Roxburgh ha frequentato la Bellahouston Academy, dove è stato selezionato per la prima squadra a soli 15 anni di età. 
Dal 1961-1963 Roxburgh ha giocato per il Queens Park, dove ha vinto la coppa amatoriale scozzese. Durante questo periodo, egli è stato selezionato dalla squadra amatoriale nazionale scozzese.
Roxburgh poi si trasferisce a ES Clydebank, dove ha giocato la stagione 1964-1965, prima di arrivare alla prima divisione con il Partick Thistle, dove doveva rimane fino alla fine della stagione 1968-1969.
Il Falkirk poi acquisto Roxburgh, dove ha collaborato in attacco con Sir Alex Ferguson. Alla fine della stagione 1969-1970, Falkirk sono stati incoronati campioni della seconda divisione e promossi in prima divisione. Roxburgh rimase a Falkirk fino al termine della stagione 1971-1972.
Roxburgh ha terminato la sua carriera da giocatore a Clydebank, dove è stato giocatore-allenatore 1973-1975. Durante l'ultima parte della sua carriera da giocatore professionista, Roxburgh, che è un laureato di educazione fisica, è stato impiegato anche come preside di una scuola elementare.

### Allenatore
Roxburgh è stato nominato primo direttore della Scottish Football Association of Coaching nel 1975.
Ha guidato i giocatori e il lavoro di sviluppo da allenatore in Scozia per oltre 18 anni. 
Allenatori come José Mourinho hanno studiato sotto Roxburgh ed ha anche contribuito a sviluppare talenti come Paul McStay. 
Questa nomina significa che Roxburgh anche allenato le squadre giovanili Scozia da Under 21 di livello basso. È stato responsabile della Scozia nazionale-19 che ha vinto l'Europeo 1982 UEFA Under 18 di calcio. La Scozia ha battuto 3-1 la Cecoslovacchia nella finale, giocata a Helsinki. Inoltre sotto il mandato di Roxburgh, la Scozia ha raggiunto le semifinali nel 1978 dell'Europeo UEFA Under 18 ed è stato vincitore del gruppo 1983 FIFA Under-20 World Cup.
Dopo che il Ct della Scozia Jock Stein collasso e morì al termine di un pareggio per 1-1 in una partita di qualificazione per FIFA 1986 World Cup contro il Galles, Alex Ferguson è stato nominato team manager. Ha guidato la Scozia per la Coppa del Mondo 1986 vincendo uno spareggio contro l'Australia. Con la Scozia non è riuscito ad andare oltre la fase a gironi della Coppa del Mondo e Ferguson ha respinto l'offerta di stare su da allenatore Scozia dopo.
Roxburgh è stato successivamente nominato come il nuovo gestore Scozia il 16 luglio 1986,  davanti a più esperti e meglio i candidati noti quali Billy McNeill, Jim McLean, Kenny Dalglish e Tommy Docherty.Roxburgh rimarrebbe nel ruolo di più di sette anni. 
Con la Scozia non è riuscito a qualificarsi per UEFA EURO 1988, ma Roxburgh poi guidò la Scozia alla qualificazione per la Coppa del Mondo FIFA 1990.La Scozia sconfisse l'Argentina in un pre-torneo amichevole, ma sono stati eliminati nella fase a gironi con una sola vittoria (contro la Svezia) e due sconfitte.
Il team ha poi qualificata per UEFA EURO 1992, la prima volta che la Scozia si era qualificato per una fase finale degli Europei. Roxburgh si è dimesso nel settembre 1993, dopo 61 partite in carica e dopo non essere riuscito a raggiungere qualificazione per il Mondiale FIFA 1994 gli succedette il suo assistente, Craig Brown.

### Dirigente
Roxburgh è stato nominato primo direttore tecnico della UEFA nel 1994. Egli ha tenuto questa posizione fino alla fine del suo contratto nel 2012.
Durante il suo tempo alla UEFA, Roxburgh ha istituito il quadro di riferimento per la Convenzione UEFA sul riconoscimento reciproco delle qualifiche di Coaching, che ora include tutte le 53 federazioni affiliate alla UEFA. 
Roxburgh ha inoltre avviato l'UEFA Grassroots Charter per stimolare le federazioni UEFA ad investire ulteriormente in base al gioco e di riconoscere l'importanza di basi sane. 
Come parte dell'amministrazione UEFA, Roxburgh è stato membro del consiglio di amministrazione, ha presieduto la JIRA e Grassroots pannelli, ed è stato responsabile per le competizioni giovanili UEFA,reparto arbitraggio, il calcio femminile, futsal, e unità mediche.
Inoltre, Roxburgh ha portato anche conferenze di UEFA d'elite, corsi e forum per allenatori nazionali, UEFA Champions League, allenatori, educatori allenatore, allenatori giovanili, allenatori calcio femminile, i leader di futsal, allenatori e medici del team.
Roxburgh ha lavorato con la FIFA, in quanto membro del Comitato Tecnico, come istruttore FIFA, e come membro del Gruppo di Studio Tecnico a sei FIFA World Cups (Mexico 1986, USA 1994, Francia 1998, Corea del SUd-Giappone 2002, Germania 2006, Sudafrica 2010.
Dal 2012 è il Direttore Sportivo dei New York Red Bulls, che giocano nella Major League Soccer.

## Palmarès

### Giocatore
- Scottish First Division: 1

Falkirk: 1969-1970

### Allenatore
- UEFA European Under-18: 1

1982

### Individuale
- Manager dell'anno della SFWA: 1

1989-1990